# Qualificazioni al campionato mondiale di calcio 2014 - UEFA - Fase a gironi, gruppo A

## Classifica
| Squadra   | Pt | G  | V | N | P | GF | GS | DR  |
| --------- | -- | -- | - | - | - | -- | -- | --- |
| Belgio    | 26 | 10 | 8 | 2 | 0 | 18 | 4  | +14 |
| Croazia   | 17 | 10 | 5 | 2 | 3 | 12 | 9  | +3  |
| Serbia    | 14 | 10 | 4 | 2 | 4 | 18 | 11 | +7  |
| Scozia    | 11 | 10 | 3 | 2 | 5 | 8  | 12 | -4  |
| Galles    | 10 | 10 | 3 | 1 | 6 | 9  | 20 | -11 |
| Macedonia | 7  | 10 | 2 | 1 | 7 | 7  | 16 | -9  |

## Risultati

### 1ª giornata
| Arbitro: | Alon Yefet |

|             |           |  |
| Jelavić 69’ | Marcatori |  |

| Arbitro: | Stefan Johannesson |

|  |           |                            |
|  | Marcatori | 40’ Kompany 83’ Vertonghen |

| Glasgow 8 settembre 2012, ore 15:00 UTC+1 | Scozia         | 0 – 0 referto | Serbia | Hampden Park (47 369 spett.)\| Arbitro: \| Jonas Eriksson \| |
| Arbitro:                                  | Jonas Eriksson |               |        |                                                              |

### 2ª giornata
| Arbitro: | Alberto Undiano Mallenco |

|              |           |            |
| Gillet 45+1’ | Marcatori | 7’ Perišić |

| Arbitro: | Sergej Karasëv |

|            |           |             |
| Miller 43’ | Marcatori | 10’ Noveski |

| Arbitro: | Duarte Gomes |

|                                                                        |           |          |
| Kolarov 16’ Tošić 24’ Đuričić 39’ Tadić 56’ Ivanović 79’ Sulejmani 90’ | Marcatori | 30’ Bale |

### 3ª giornata
| Arbitro: | Peter Rasmussen |

|             |           |                         |
| Ibraimi 16’ | Marcatori | 33’ Ćorluka 60’ Rakitić |

| Arbitro: | Pavel Královec |

|  |           |                                          |
|  | Marcatori | 34’ Benteke 68’ De Bruyne 90+1’ Mirallas |

| Arbitro: | Florian Meyer |

|                      |           |              |
| Bale 81’ (rig.), 89’ | Marcatori | 27’ Morrison |

### 4ª giornata
| Arbitro: | Alexandru Tudor |

|                           |           |  |
| Mandžukić 27’ Eduardo 58’ | Marcatori |  |

| Arbitro: | Bas Nijhuis |

|                    |           |  |
| Ibraimi 59’ (rig.) | Marcatori |  |

| Arbitro: | Tom Harald Hagen |

|                         |           |  |
| Benteke 69’ Kompany 71’ | Marcatori |  |

### 5ª giornata
| Arbitro: | Cüneyt Çakır |

|                        |           |  |
| Mandžukić 23’ Olić 37’ | Marcatori |  |

| Arbitro: | Deniz Aytekin |

|  |           |                                 |
|  | Marcatori | 26’ De Bruyne 62’ (rig.) Hazard |

| Arbitro: | Antony Gautier |

|              |           |                                   |
| Hanley 45+2’ | Marcatori | 72’ (rig.) Ramsey 74’ Robson-Kanu |

### 6ª giornata
| Arbitro: | István Vad |

|                  |           |  |
| Đuričić 60’, 65’ | Marcatori |  |

| Arbitro: | Olegário Benquerença |

|            |           |  |
| Hazard 63’ | Marcatori |  |

| Arbitro: | Luca Banti |

|                 |           |                        |
| Bale 21’ (rig.) | Marcatori | 77’ Lovren 87’ Eduardo |

### 7ª giornata
| Arbitro: | David Fernández Borbalán |

|  |           |               |
|  | Marcatori | 26’ Snodgrass |

| Arbitro: | Stéphane Lannoy |

|                            |           |             |
| De Bruyne 13’ Fellaini 60’ | Marcatori | 87’ Kolarov |

| Arbitro: | Sascha Kever |

|                               |           |                   |
| Tričkovski 21’ Trajkovski 80’ | Marcatori | 39’ (rig.) Ramsey |

### 8ª giornata
| Arbitro: | Paolo Tagliavento |

|  |           |                         |
|  | Marcatori | 38’ Defour 88’ Mirallas |

| Arbitro: | Felix Brych |

|              |           |               |
| Mitrović 66’ | Marcatori | 53’ Mandžukić |

| Arbitro: | Fredy Fautrel |

|               |           |                      |
| Kostovski 84’ | Marcatori | 60’ Anya 89’ Maloney |

### 9ª giornata
| Arbitro: | Szymon Marciniak |

|  |           |                                      |
|  | Marcatori | 8’ Đorđević 38’ Kolarov 55’ Marković |

| Arbitro: | Howard Webb |

|              |           |                 |
| Kranjčar 83’ | Marcatori | 15’, 38’ Lukaku |

| Arbitro: | Suren Baliyan |

|            |           |  |
| Church 67’ | Marcatori |  |

### 10ª giornata
| Arbitro: | Sergei Karasev |

|               |           |            |
| De Bruyne 64’ | Marcatori | 88’ Ramsey |

| Arbitro: | Ovidiu Hațegan |

|                            |           |  |
| Snodgrass 28’ Naismith 73’ | Marcatori |  |

| Arbitro: | Richard Trutz |

|                                                                          |           |             |
| Ristovski 16’ (aut.) Basta 19’ Kolarov 38’ (rig.) Tadic 54’ Scepovic 73’ | Marcatori | 83’ Jahović |

## Statistiche

### Classifica marcatori
4 gol
- Gareth Bale
- Kevin De Bruyne
- Aleksandar Kolarov

3 gol
- Mario Mandžukić
- Filip Đuričić
- Aaron Ramsey

2 gol
- Christian Benteke
- Romelu Lukaku
- Eden Hazard
- Vincent Kompany
- Kevin Mirallas
- Eduardo
- Agim Ibraimi
- Dušan Tadić

1 gol
- Steven Defour
- Marouane Fellaini
- Guillaume Gillet
- Jan Vertonghen
- Niko Kranjčar
- Vedran Ćorluka
- Nikica Jelavić
- Dejan Lovren
- Ivica Olić

- Ivan Perišić
- Ivan Rakitić
- Simon Church
- Robert Snodgrass

1 gol (cont.)
- Hal Robson-Kanu
- Jovan Kostovski
- Nikolče Noveski
- Aleksandar Trajkovski
- Ivan Tričkovski
- Adis Jahović
- Ikechi Anya
- Grant Hanley
- Shaun Maloney
- Kenny Miller
- James Clark Morrison
- Steven Naismith
- Filip Đorđević
- Branislav Ivanović
- Lazar Marković
- Aleksandar Mitrović
- Miralem Sulejmani
- Dušan Basta
- Zoran Tošić
- Stefan Šćepović

Autoreti
- Stefan Ristovski (pro Serbia)